# Gracinda Nave
Gracinda Nave (nome completo: Gracinda Maria de Almeida Nave Pereira), (Guimarães, 15 de Maio de 1969), é uma actriz portuguesa.
Iniciou-se no Teatro dos Estudantes da Universidade de Coimbra (TEUC), cursando Formação de Actores no Instituto de Ficção, Investigação e Criação Teatral (IFICT) e Instituto Franco Português.
Profissionaliza-se em 1990, trabalhando no teatro com encenadores como Rogério de Carvalho, Aldona Skiba Lickel, Luís Miguel Cintra, António Augusto Barros, Hélder Costa, Maria do Céu Guerra, Manuel Wiborg, Jorge Silva Melo ou Solveig Nordlund. Interpretou peças de Harold Pinter, Bertolt Brecht, Goethe, Arne Sierens, entre outros.
Participou, no cinema, em mais de dez películas, entre eles A Comédia de Deus (1995) e Le Bassin de J. W. (1997), de João César Monteiro; António, Um Rapaz de Lisboa (1999), de Jorge Silva Melo; Quando Troveja (1999), de Manuel Mozos; A Filha (2003), de Solveig Nordlund; Ferida (2003), de Margarida Leitão; A Casa Esquecida (2004), de Teresa Garcia; A Cara Que Mereces (2004), de Miguel Gomes; Vanitas (2005), de Paulo Rocha.
Actriz pontual em televisão (2006 - Tempo de Viver, 2003 - Queridas Feras, 2002 - Amanhecer), salienta a sua participação no telefilme Rádio Relâmpago, de José Nascimento (2003).
Recentemente a actriz integrou o elenco de Morangos Com Açúcar - Série 5. 

## Filmografia

### Televisão
| Ano       | Título               | Papel              | Canal |
| --------- | -------------------- | ------------------ | ----- |
| 1992      | Crónica do Tempo     | Arminda            | RTP1  |
| 1996      | La belle vie         |                    | TF1   |
| 1999      | Esquadra de Polícia  | Otília             | RTP1  |
| 2000      | Residencial Tejo     |                    | SIC   |
| 2002-2003 | Amanhecer            | Clara Santos       | TVI   |
| 2003      | Rádio Relâmpago      | Marta              | RTP1  |
| 2004      | Inspector Max        | Alma               | TVI   |
| 2004      | Queridas Feras       | Madalena Cruz      | TVI   |
| 2005      | Dei-te Quase Tudo    | Young Mafalda      | TVI   |
| 2006-2007 | Tempo de Viver       | Clara Fernandes    | TVI   |
| 2007-2008 | Morangos com Açúcar  | Sílvia Silveira    | TVI   |
| 2008-2009 | Olhos nos Olhos      | Natália Viana Levi | TVI   |
| 2009      | Liberdade 21         | Anabela            | RTP1  |
| 2010      | Destino Imortal      | Regina             | TVI   |
| 2010      | Ele é Ela            | Natália Gomes      | TVI   |
| 2010      | Meu Amor             | Iolanda Prata      | TVI   |
| 2010-2011 | Laços de Sangue      | Isabel Barros      | SIC   |
| 2012      | Dancin' Days         | Ana Teixeira       | SIC   |
| 2012      | Maternidade          | Hélia              | RTP1  |
| 2013      | Bem-Vindos a Beirais | Alda               | RTP1  |
| 2014      | Bairro               | Mãe de Diana       | TVI   |
| 2015-16   | Os Nossos Dias       | Sara               | RTP1  |
| 2016      | A Wonderful Family   | Femme Client Chic  | TF1   |
| 2016-2017 | Mulheres Assim       | Clara              | RTP1  |
| 2017-2018 | O Sábio              | Adelaide Pinheiro  | RTP1  |
| 2018      | Circo Paraíso        |                    | RTP1  |

### Cinema
| Ano  | Título                                      | Papel                           |
| ---- | ------------------------------------------- | ------------------------------- |
| 1995 | God's Comedy                                | Felícia                         |
| 1996 | Casting de Virgens, Operários e Prostitutas |                                 |
| 1997 | Le bassin de J.W.                           | Outros Anjos e Arcanjos, Samael |
| 1999 | À Deriva                                    | Teresa                          |
| 1999 | When It Thunders                            | Mariana                         |
| 2001 | As Regras da Atracção                       |                                 |
| 2002 | António, Um Rapaz de Lisboa                 | Rapariga no Terraço             |
| 2002 | Naquele Bairro                              | Ana                             |
| 2003 | Blessures                                   | Ana                             |
| 2003 | A Filha                                     | Secretária                      |
| 2004 | A Casa Esquecida                            |                                 |
| 2004 | The Face You Deserve                        | Marta                           |
| 2004 | Vanity                                      | Sássa                           |
| 2006 | Benção                                      | Marta                           |
| 2007 | Tebas                                       | Europa                          |
| 2009 | Circuito Integrado                          | Clara                           |
| 2010 | O Espelho Lento                             | Carla                           |
| 2011 | Nas Tuas Palavras                           | Psiquiatra                      |
| 2012 | Falha do sistema                            | Leonor                          |
| 2015 | As Mil e Uma Noites - Volume 2, O Desolado  | Mulher que Cisma                |
| 2015 | Rampa                                       | Mãe                             |